# Marattia juergensii
Marattia juergensii là một loài dương xỉ trong họ Marattiaceae. Loài này được Rosenst. mô tả khoa học đầu tiên năm 1905.
Danh pháp khoa học của loài này chưa được làm sáng tỏ. 